# Euxenita
La euxenita o euxenita-(Y) —su correcto nombre mineralógico— es la forma mineral de un óxido múltiple de fórmula química (Y,Ca,Ce,U,Th)(Nb,Ta,Ti)2O6. 
La euxenita fue descubierta por Baltazar Mathias Keilhau en una formación de pegmatita en Jølster, en la provincia noruega de Sogn og Fjordane; fue descrita en 1840 por Theodor Scheerer (1813–1875), quien dio nombre al mineral a partir de término griego  εΰζευος [euxenos], «hospitalario», en alusión al gran número de elementos raros que contenía.
En 1987, la Asociación Internacional de Mineralogía (IMA) renombró a este mineral como euxenita-(Y) debido a la predominancia de itrio —cuyo símbolo químico es Y— en su composición.

## Propiedades
De color variable que va del negro al verde oliva, la euxenita-(Y) es un mineral translúcido u opaco de brillo graso o aceitoso.
Tiene dureza 6,5 en la escala de Mohs, comparable a la de la pirita, y una densidad de 4,84 g/cm³. Por otra parte, es un mineral frágil de fractura concoidea o subconcoidea.
Cristaliza en el sistema ortorrómbico, clase dipiramidal.
En su composición son elementos esenciales, además del oxígeno, el itrio y el niobio; el contenido de este último es del 33,16%.
La euxenita-(Y) también incluye elementos como calcio, tántalo, cerio y titanio, siendo su fórmula empírica Y0.7Ca0.2Ce0.12(Ta0.2)2(Nb0.7)2(Ti0.1)O6.
No obstante, en general la suma (Nb + Ta) es cercana al contenido de Ti; en otras palabras (Nb + Ta) / Ti ~ 1.
En menor medida puede contener uranio y torio, lo que le convierte en un mineral radiactivo. Es el miembro principal del grupo mineralógico que lleva su nombre (grupo de la euxenita).
Es soluble en ácido fluorhídrico y ácido sulfúrico, y se disuelve fácilmente en hidróxido potásico.
Cuando se le calienta no funde, pero crepita y brilla.

## Morfología y formación

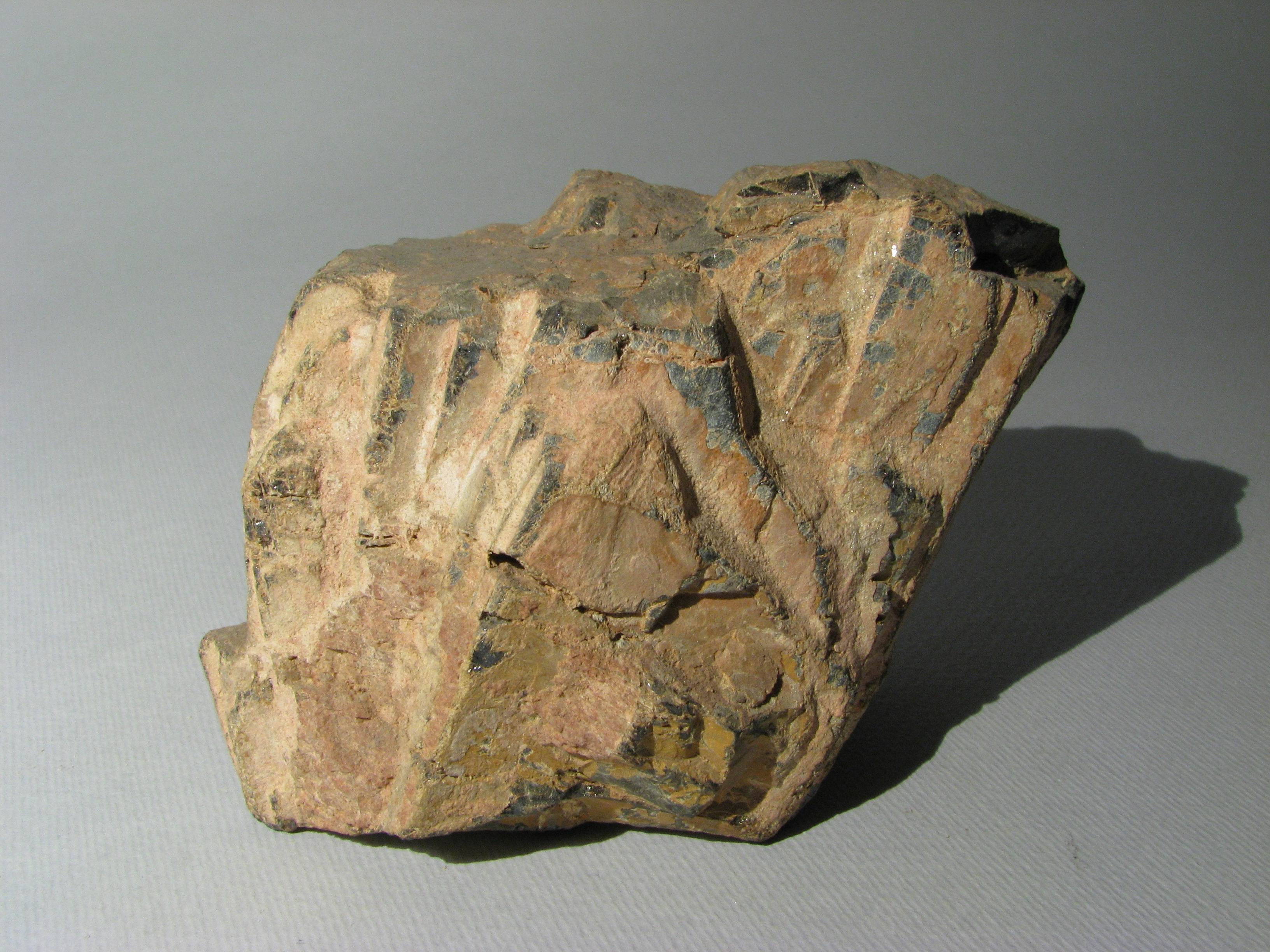
Euxenita-(Y) procedente de Vegusdal, Noruega

La euxenita puede presentar morfología granular o masiva; en este último caso, los cristales, uniformemente indistinguibles, forman masas grandes.
Puede sufrir el proceso de metamictización, que conlleva la pérdida de la estructura cristalina como consecuencia del daño producido por radiación.
Este mineral se encuentra en pegmatitas graníticas y en arenas negras detríticas.
Suele aparecer asociado a albita, microclina, biotita, moscovita e ilmenita.

## Yacimientos
Los yacimientos son escasos, estando situada la localidad tipo en Jølster (Sogn og Fjordane, Noruega).
En este mismo país existen depósitos en Kragerø (Telemark), en la isla de Hidra (Vest-Agder) y en Evje og Horness e Iveland (Aust-Agder).
Asimismo, en Italia hay depósitos en Craveggia, Druogno y Toceno (Verbano-Cusio-Ossola).
Fuera de Europa cabe señalar los numerosos yacimientos que hay en Madagascar: en Ankazobe y Faratsiho, así como en las regiones de Itasy y Vakinankaratra (provincia de Antananarivo).